# Sylvie O'Dy
Sylvie O'Dy, née le 11 janvier 1951 à Chamalières et morte le 21 novembre 2022 à Paris 19e,, est une journaliste et écrivaine française.
Ancienne rédactrice en chef à l'Express et à Ça m'intéresse, puis d'un magazine du groupe Bayard et du site Internet Glifpix, elle est présidente du Comité contre l'esclavage moderne.

## Biographie
Diplômée de droit et du Centre de formation des journalistes, elle a commencé sa carrière au Quotidien de Paris avec l’équipe fondatrice  venue de Combat avant d’entrer à  l'Express  où elle sera rédactrice en chef de 1987 à 2001.
Par le prisme de la science, de la technologie, de l’environnement, de la médecine et des  sciences  humaines, elle suit les évolutions de la société française avec ses grandes problématiques – génétique, bioéthique, écologie… - et effectue de nombreux reportages à l’étranger.
En 1995, elle conçoit et publie le premier palmarès des hôpitaux français.
À la même époque elle travaille comme conseillère de programmes à France 3 (1993-1994).
En 2002 elle rejoint  Géo (groupe Prisma),  aux côtés de Jean-Luc Marty, puis en 2004, Ça m'intéresse. Rédactrice en chef,  elle conçoit en 2005 la nouvelle formule du magazine.
En 2007, sollicitée par le groupe Bayard, elle devient rédactrice en chef de Notre temps, magazine destiné aux plus de cinquante ans, devenu premier mensuel français par sa diffusion (900 000 exemplaires).
En 2010, elle participe à la création de Glifpix, premier site français de journalisme financé par une campagne de financement participatif.
Parallèlement elle s’implique au cours des années 1990 dans la lutte  contre l’esclavage moderne, phénomène alors ignoré  en France.  Membre du Comité contre l’esclavage moderne (CCEM) depuis sa création par Dominique Torrès en 1994, elle en est présidente de 1999 à 2005, puis de 2012 à 2015 et enfin de mars 2018 à sa mort. Le CCEM lutte contre toutes les formes d’esclavage dans le monde et en France assiste les victimes d’esclavage domestique et de traite des êtres humains à des fins économiques. Il leur apporte une aide juridique ainsi qu’un soutien social et administratif, et poursuit un travail de lobbying tant au niveau français qu’européen. En près de vingt-cinq ans le CCEM a accompagné plus de 280 procès devant toutes les juridictions y compris la Cour européenne des droits de l'homme où la France a été condamnée par deux fois, en 2005 et en 2012 dans deux affaires d'esclavage domestique.